# Клейтон (Делавер)
Клейтон (англ. Clayton) — місто (англ. town) в округах Кент і Нью-Касл штату Делавер США. Населення — 3961 особа (2020).

## Географія
Клейтон розташований за координатами 39°16′28″ пн. ш. 75°37′52″ зх. д. / 39.27444° пн. ш. 75.63111° зх. д. (39.274462, -75.630991).  За даними Бюро перепису населення США в 2010 році місто мало площу 4,75 км², уся площа — суходіл.

## Демографія
Згідно з переписом 2010 року, у місті мешкало 2918 осіб у 992 домогосподарствах у складі 757 родин. Густота населення становила 614 особи/км².  Було 1056 помешкань (222/км²).
Расовий склад населення:
| - 69,6 % — білих - 24,6 % — чорних або афроамериканців - 0,6 % — азіатів - 0,2 % — корінних американців - 1,7 % — осіб інших рас |

До двох чи більше рас належало 3,3 %. Частка іспаномовних становила 5,5 % від усіх жителів.
За віковим діапазоном населення розподілялося таким чином: 32,6 % — особи молодші 18 років, 60,3 % — особи у віці 18—64 років, 7,1 % — особи у віці 65 років та старші. Медіана віку мешканця становила 32,2 року. На 100 осіб жіночої статі у місті припадало 92,2 чоловіків;  на 100 жінок у віці від 18 років та старших — 84,6 чоловіків також старших 18 років.
Середній дохід на одне домашнє господарство  становив 70 082 долари США (медіана — 65 612), а середній дохід на одну сім'ю — 72 858 доларів (медіана — 67 340). Медіана доходів становила 55 167 доларів для чоловіків та 50 789 доларів для жінок. За межею бідності перебувало 13,1 % осіб, у тому числі 16,2 % дітей у віці до 18 років та 12,2 % осіб у віці 65 років та старших.
Цивільне працевлаштоване населення становило 1407 осіб. Основні галузі зайнятості: освіта, охорона здоров'я та соціальна допомога — 33,3 %, роздрібна торгівля — 11,6 %, транспорт — 7,9 %, будівництво — 7,7 %.